# Csiky János (orvos, 1892–1979)
Csiky János (Gyergyócsomafalva, 1892. augusztus 5. – Gyergyószentmiklós, 1979. szeptember 7.) magyar orvos és orvosi szakíró. A népegészségügy területén fejtette ki munkásságát.

## Életpályája
1913-ban végezte a gimnáziumot Csíkszeredában; egyetemi tanulmányait a frontszolgálat négy évre megszakította, s így orvosi diplomáját csak 1922-ben szerezte meg Kolozsvárott. Mint gyergyószentmiklósi orvos a két világháború között a népegészségügy, a fertőző betegségek, a nemi nevelés, az anyavédelem kérdéseiről írt; megjelent két munkája A falu egészségvédelme (Marosvásárhely, 1936) és Az anya egészsége és a gyermekáldás  (Marosvásárhely, 1939).
Érdemei vannak a Gyilkos-tó balneoklimatikus ismertetése terén. Ilyen irányú cikkeit a Gyergyói Újság, a budapesti Magyar Népegészségügyi Szemle, a nagyváradi Magyar Lapok, a kolozsvári Erdélyi Iskola és Az Apostol, valamint a sepsiszentgyörgyi Székely Nép hasábjain jelentette meg. A Hitel 1939/4-es számában közölte Adatok a gyergyói nép táplálkozásához című gazdagon dokumentált szociográfiai értekezését (önálló füzetben is, Kolozsvár, 1939).
1957-ben megszervezte s 1977-ig vezette a gyergyószentmiklósi kórházotthont öreg és idült betegek számára; erről s a helybeli kórház történetéről, valamint a Gyergyóban tevékenykedett Fejér Dávid orvos munkásságáról az Orvosi Szemle hasábjain jelentek meg tanulmányai.
500-nál több ismeretterjesztő, egészségügyi felvilágosító előadást tartott.